# Pygoscelis adeliae
Il pinguino di Adelia o pigoscelide di Adelia (Pygoscelis adeliae (Hombron & Jacquinot, 1841)) è un uccello appartenente alla famiglia Spheniscidae; è il pinguino più largamente diffuso sulle coste del continente antartico.

## Descrizione
- Lunghezza: 45 - 70 cm
- Peso: 4 - 6 kg

## Biologia
Il pinguino di Adelia è una specie piuttosto aggressiva.
Tra le principali caratteristiche dei Pygosceles adeliae vi è un "comportamento egoista": quando i pinguini lasciano il sito di riproduzione per procacciare cibo in mare, di solito lo spostamento avviene in massa e mai individualmente. Spesso i pinguini di Adelia si ritrovano tutti insieme sulle scogliere a picco sul mare: generalmente gli individui optano per un tuffo sincronizzato di gruppo, in quanto la possibilità di essere afferrati da foche leopardo (Hydrurga leptonyx), in agguato nell'acqua, diminuisce all'aumentare del numero dei pinguini. Questo è l'effetto diluizione proprio di molti gruppi animali. Inoltre la foca può, in un tempo determinato, mangiare solo un numero definito di pinguini; ci sono alcuni pinguini che sull'orlo della scogliera inducono i compagni a saltare con delle finte, per poi affacciarsi giù dalla scogliera in modo tale da verificare la presenza di foche leopardo, oppure spingendoli da dietro, sacrificando così alcuni compagni. Questo comportamento è proprio delle comunità egoiste.
Gli esemplari giovani senza esperienza sessuale possono reagire a falsi stimoli per l'accoppiamento. Possono ad esempio tentare di accoppiarsi con altri maschi, con pulcini o femmine morte, fino a giungere a veri e propri stupri.
Questi comportamenti erano già noti nei primi anni del Novecento, registrati dalla Spedizione Scott (1911-1912), ma tali dati furono tenuti segreti per non urtare la morale vittoriana dell'epoca. Le carte tenute nascoste da George Levick nella spedizione a Capo Adare sono state ritrovate nel 2012.
Il pinguino di Adelia ha la capacità di assopirsi per un tempo stimato in media soltanto quattro secondi alla volta e, in tale frangente, rigenerarsi. Un team internazionale comprendente il Max Planck Institute for Biological Intelligence ha registrato l'attività del cervello durante la stagione degli accoppiamenti e si è osservato che il pinguino Adelia può entrare in un tale microsonno per 600 volte in un'ora.

### Riproduzione

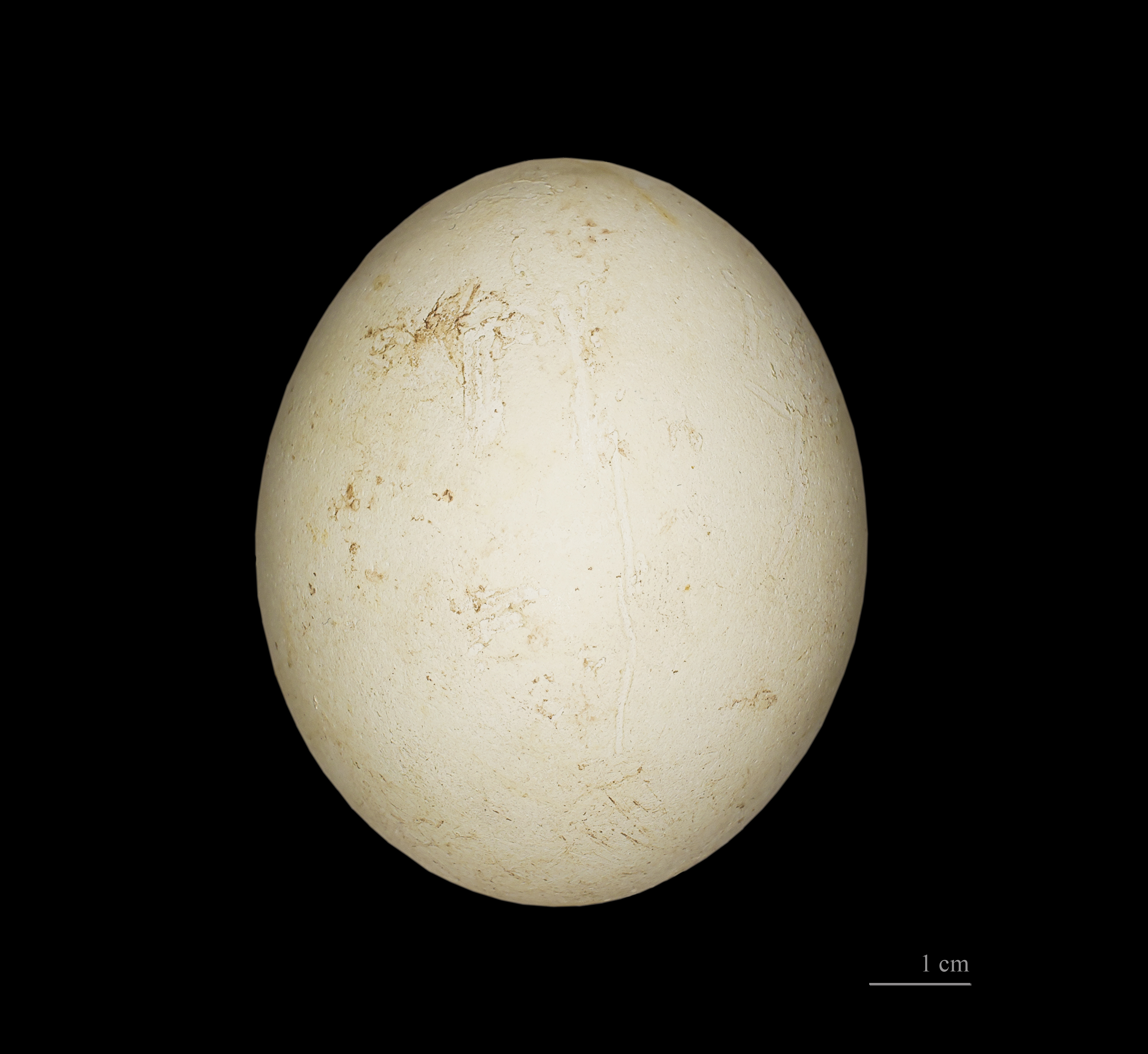
Uovo di Pygoscelis adeliae, museo di storia naturale di Tolosa

Si riproduce durante l'estate australe. In ottobre i maschi giungono per primi nei siti di riproduzione presso zone costiere rocciose non ghiacciate e occupano il luogo dove verrà costruito il nido; pochi giorni più tardi arrivano le femmine ed iniziano i corteggiamenti. Le coppie una volta formatesi costruiscono il proprio nido, un avvallamento contornato di ciottoli rocciosi, nel quale in novembre vengono deposte 2 uova. Dopo aver deposto il secondo uovo, la femmina si dirige verso il mare per nutrirsi mentre il suo compagno cova per circa 7-10 giorni, dopo i quali gli succede la femmina; i due partner si alternano nella cova durante i 35 giorni di incubazione. I piccoli nati restano al riparo sotto il morbido e caldo piumino della piega ventrale dei genitori e nutriti; dopo circa 2-3 settimane vengono allevati in gruppo con altri coetanei formando le cosiddette nurseries; in febbraio i giovani hanno ormai completato la loro crescita, lasciano quindi la colonia dirigendosi verso il mare.

## Galleria d'immagini

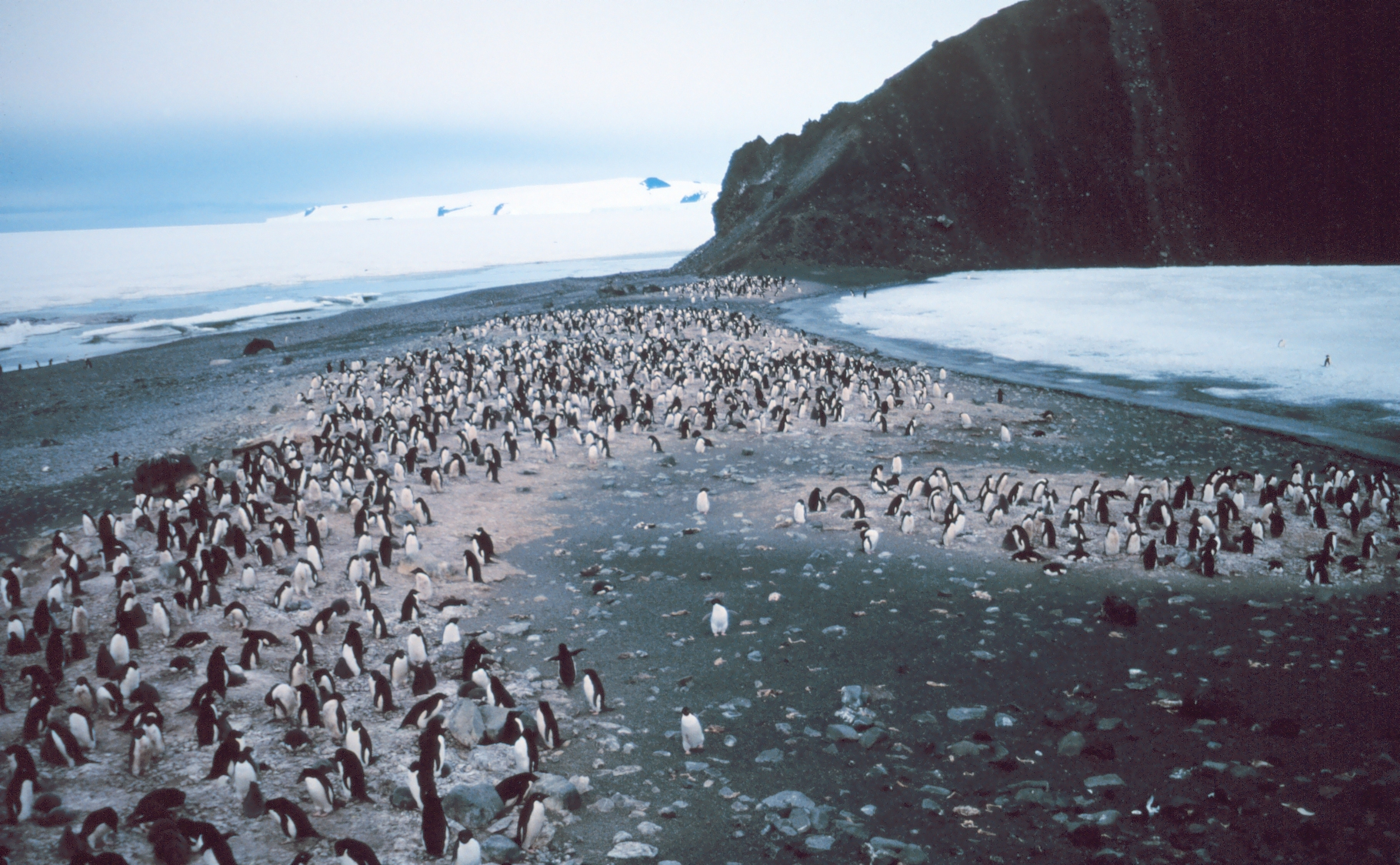
Colonia di Pygoscelis adeliae
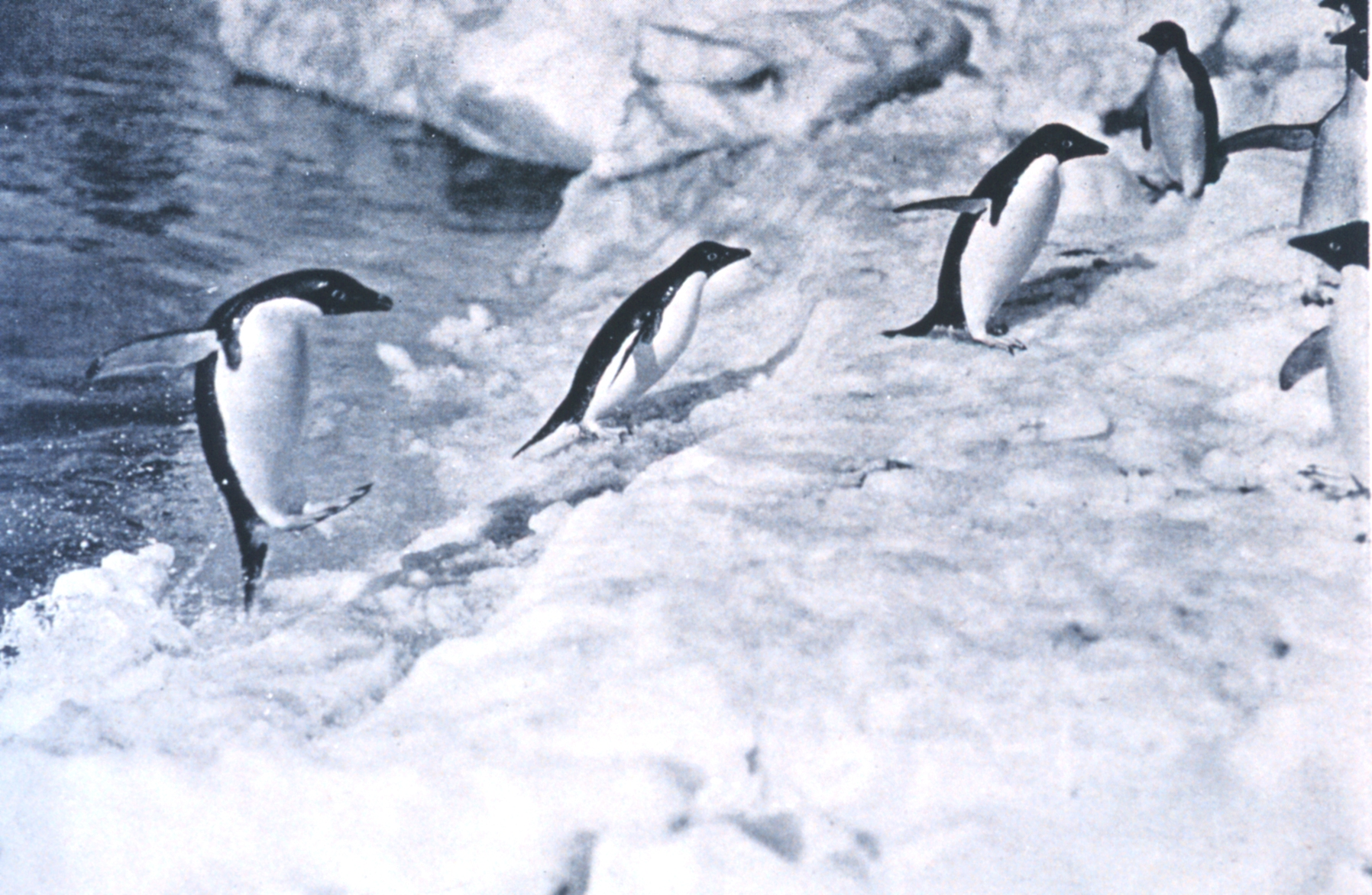
Pygoscelis adeliae